# Władisław Kazienin
Władisław Igoriewicz Kazienin (ros. Владислав Игоревич Казенин; ur. 21 maja 1937 w Kirowie, zm. 17 lutego 2014 w Moskwie) – radziecki i rosyjski kompozytor muzyki poważnej i filmowej.
Pochowany na Cmentarzu Wagańkowskim w Moskwie.

## Wybrana muzyka filmowa
- 1978: Słoneczny zajączek
- 1980: Gaduła
- 1980: Skok
- 1983: Słoniątko i pismo

## Nagrody i odznaczenia
- Ludowy Artysta Federacji Rosyjskiej (1996) –  za wielkie zasługi w dziedzinie sztuki[3]
- Order „Za zasługi dla Ojczyzny” klasy IV (2002) – za wielki wkład w rozwój narodowej sztuki muzykalnej[4]
- Nagroda Państwowa Federacji Rosyjskiej w dziedzinie literatury i sztuki z 2003 roku (2004) – za program „Akademia Muzyki "Nowoje pieriedwiżniczestwo"”[5]
- Order „Za zasługi dla Ojczyzny” klasy III (2007) – za wielki wkład w rozwój narodowej kultury muzycznej, przez wiele lat owocnej działalności społecznej i twórczej[6]
- Nagroda Rządu Federacji Rosyjskiej w dziedzinie kultury (2012) – za cykl koncertów na fortepian i orkiestrę – "Wariacje", "Improwizacje", "Konstrukcje"[7]
- Order Honoru (2013) – za wielkie zasługi w rozwój kultury i sztuki narodowej, przez wiele lat owocnej działalności[8]